# Erykah Badu
Erykah Badu (născută Erica Abi Wright pe 26 februarie 1971 în Dallas) este o cântăreață, producătoare, compozitoare și actriță americană. Fiind adesea comparată cu renumita interpretă de jazz Billie Holiday, Badu este recunoscută pentru popularizarea stilului muzical neo soul, dar și pentru aparițiile sale excentrice.

## Discografie
Albume de studio
- Baduizm (1997)
- Mama's Gun (2000)
- Worldwide Underground (2003)
- New Amerykah Part One (4th World War) (2008)
- New Amerykah Part Two (Return of the Ankh) (2010)

Albume în concert
- Live (1997)